# Црна Долина
Црна Долина је насељено мјесто у граду Приједор, Република Српска, БиХ. Према попису становништва из 1991. у насељу је живјело 254 становника.

## Географија
Налази се сјеверно од Приједора, а почетак села је на 4 км од центра града. На истоку се граничи са селом Велико Паланчиште, а границу представља пут Приједор-Козарска Дубица. На сјеверу граничи са Горњим Јеловцем и једним дијелом са Јутрогоштом, док се на западу наслања на село Брезичани. Према југу се налазе Чејреци и Горња Пухарска.
Врло је разуђено село, готово без сеоског центра, што је карактеристично за села брдског типа. Подијељена је у засеоке, од којих су некада највећи били Колари, Ромићи, Букале, Мрђе, Радишићи, Муњизе, Срдићи, док се на тромеђи са Јеловцем и Паланчиштем налази Букова коса .
Оно што се може назвати географским центром села је мјесто на коме се налази некадашњи школски објекат, који је данас претворен у приватну кућу. Након завршетка Другог светског рата у Црној Долини је почела са радом основна школа. Она је из почетка била самостална школа, али је шездесетих година услед смањења броја ученика ова школа припојена ОШ "Миле Рајилић" на Уријама, као подручна. Иначе, то је уједно и најнижи предео у селу, мјесто гдје се спаја неколико мањих долина које се пружај у правцем сјевер-југ, а једна иде и мало према западу. Према некима, то је мјесто гдје и јесте настало село Црна Долина. Послије се ширила према околним брдима.

## Историја
Пошто се наши научници и историчари нису посебно занимали за даљу прошлост Козаре и Поткозарја, постоји врло мало откривених, уобличених и документованих ствари. Наиме, према турском попису из 1604. године на подручју тадашњих нахија Сана и Нови, уз села Драготиња, Јутрогошта, Орловац, Жилавица (данас дио Брезичана), Поорине (данас дио Паланчишта), пописано је и село Суводолац. Близина горе побројаних села, која и данас постоје, а и само име Суводолац, наводе нас на помисао да се ради о првобитном имену села Црна Долина. Пописани су и тадашњи становници села и треба напоменути да сви имају хришћанска имена.
Исто тако треба рећи да у народу постоји неколико варијанти настанка имена села.
По једнима, нека незнана, давна краљица, изгубила је битку управо у данашњој Црној Долини, па је село због свог пораза и губитка војске прозвала тим именом - Црна Долина. Потврду овој тези даје и чињеница да једна велика парцела у селу и дан данас носи назив Крвава лука. Други опет тврде да је неколико година за редом владала велика суша и да ништа није рађало на земљи, која је сва била пуста и црна, па је отуда име само од себе и настало. Трећи кажу како је у вријеме када је овим крајевима харала куга, доста становништва помрло, па је село било скоро пусто, а преостали становници су облачењем црне одјеће жалили своје пострадале ближње. Било како било, ниједан од наведених примјера не указује на лијепу прошлост села, него су сви везани за патњу и страдање.
Иначе први помен села у неком званично документу је помен у Попису од 16.5.1879. године. Према тим подацима тада је у селу живјело 118 становника у 19 домова.

## Становништво
| Демографија | Демографија | Демографија |
| Година      | Становника  | Становника  |
| ----------- | ----------- | ----------- |
| 1879.       | 118         |             |
| 1885.       | 159         |             |
| 1910.       | 237         |             |
| 1961.       | 435         |             |
| 1971.       | 261         |             |
| 1981.       | 262         |             |
| 1991.       | 254         |             |